# Wie wijst Gerard Cox de weg...?
Wie wijst Gerard Cox de weg...? is het tweede studioalbum van Gerard Cox. Cox liet zich in zijn liedjes begeleiden door een orkest onder leiding van Ruud Bos dan wel Rogier van Otterloo. Verdere artiesten werden op het album niet genoemd.
De liedjes voor dit album werden geproduceerd voor een gelijknamige serie tv-shows onder regie van Rob Touber, waarvan de eerste aflevering werd uitgezonden door de VARA op 19 oktober 1970.

## Musici
- Gerard Cox – zang
- Ruud Bos – dirigent (tracks A2, A5, B1)
- Rogier van Otterloo – dirigent (overige tracks).

## Muziek
| Nr. | Titel                                          | oorspronkelijke titel    | Duur |
| --- | ---------------------------------------------- | ------------------------ | ---- |
| 1.  | Emancipatie (Van Otterloo, Cox)                |                          |      |
| 2.  | Door jou (Toon Hermans, Cox)                   | 24 rozen                 |      |
| 3.  | De baardmijt (Drs. P)                          |                          |      |
| 4.  | Doodgaan in de zon (Jean Ferrat, Cox)          | Mourir au soleil         |      |
| 5.  | Party gesprekken (Jaap van der Merwe)          |                          |      |
| 6.  | De debutante (Georges Brassens, Cox)           | Le mauvais sujet repenti |      |
| 7.  | Een broekje in de branding (Van Otterloo, Cox) |                          |      |

| Nr. | Titel                                                               | oorspronkelijke titel            | Duur |
| --- | ------------------------------------------------------------------- | -------------------------------- | ---- |
| 1.  | Naar buiten (Jaap van der Merwe)                                    |                                  |      |
| 2.  | Bombazijn (Hans van Deventer)                                       |                                  |      |
| 3.  | Kleine Anita (Jules de Corte)                                       |                                  |      |
| 4.  | Gek is dat (Haroldo en Niltinho Lobo, Cox)                          | Tristeza                         |      |
| 5.  | Wie wijst mij de weg in Hilversum? (Burt Bacharach, Hal David, Cox) | Do you know the way to San José? |      |
| 6.  | Meisjes (Neal Hefti, Bobby Troup, Cox)                              | Girl talk                        |      |
| 7.  | Niet in de auto (Van Otterloo, Cox)                                 |                                  |      |

1. ↑  "Televisie- en radioprogramma's", NRC Handelsblad, 19 oktober 1970. Geraadpleegd op 22 april 2022.
2. ↑  "Gerard Cox gaat shows kijken op Broadway", Het vrije volk, 31 maart 1971. Geraadpleegd op 22 april 2022.